# Das zweite Kapitel (Album)
Das zweite Kapitel ist das zweite Studioalbum der Hip-Hop-Gruppe Die Firma. Es ist das zweite Album der Band nach Spiel des Lebens/Spiel des Todes. Veröffentlicht wurde das Album am 4. Oktober 1999. Es stieg auf Platz 8 in den deutschen Albumcharts ein.

## Entstehung
Für die Aufnahme des Albums benötigte die Band drei Monate.

## Tracks
Der Track Das neue Jahrtausend (Gentleman-Kollaboration) integriert ein Sample aus Mozarts 40. Symphonie in G-Moll.
Im Nebel der Geschichte vermischt Verschwörungstheorien mit Untergangsszenarien. Er wird von Fans der Band heutzutage als eine Vorahnung auf die Vorfälle vom 11. September 2001 angesehen.
Das Video zur Vorabsingle Kap Der Guten Hoffnung wurde bei den Musiksendern MTV und VIVA gezeigt. Die Single stieg in die Top Ten der Media Control-Charts auf.

## Rezeption

### Erfolg
Das Album stieg auf Platz acht in den deutschen Albumcharts ein und blieb sieben Wochen in den Top 100 vertreten.

### Kritiken
„Zu den Texten kann man nur sagen: Sie reichen von zwischenmenschlichen Beziehungen (‚Hunde, die bellen, beißen nicht‘) bis zu der Cybermanie (‚Kampf der Titanen‘). Es gibt soviel zu hören, daß man am Ende völlig zugedröhnt ist. Die Firma liebt außerdem die Selbstdarstellung. Fast in jedem Song kommt sie vor. Mit ‚Tote auf der Tanzfläche‘ verlassen sie eindrucksvoll den CD-Player. Für Fans des Rap sehr zu empfehlen.“

„Überhaupt ist ‚Das 2. Kapitel‘ sehr eingängig geraten. Die meisten Tracks sind mellow bis nachdenklich und werden des öfteren von klassischen Samples getragen.“

„Der Firma Style ist einzigartig und lässt den Hörer auf Entdeckungsreise gehen, jedes Mal, wenn eines ihrer Alben läuft. Zu vielschichtig sind Musik und Texte, als das man die Firma in eine Schublade stecken könnte. Eine Qualität, die sie im heutigen Rapzirkus auszeichnet.“